# Paramaribo
Paramaribo (prononcé en néerlandais : /ˌpaːraːˈmaːriboː/, surnommée Par'bo) est la capitale du Suriname. Elle est située sur le fleuve Suriname, à environ 15 km à l'intérieur des terres. Elle fait partie du  district de Paramaribo. Sa population s'élevait à 242 946 habitants en 2004.

## Histoire
Établie par les Néerlandais, la ville devient en 1650, capitale de la nouvelle colonie anglaise, fondée par Anthony Rowse et Lord Francis Willoughby de Parham, gouverneur de la Barbade.

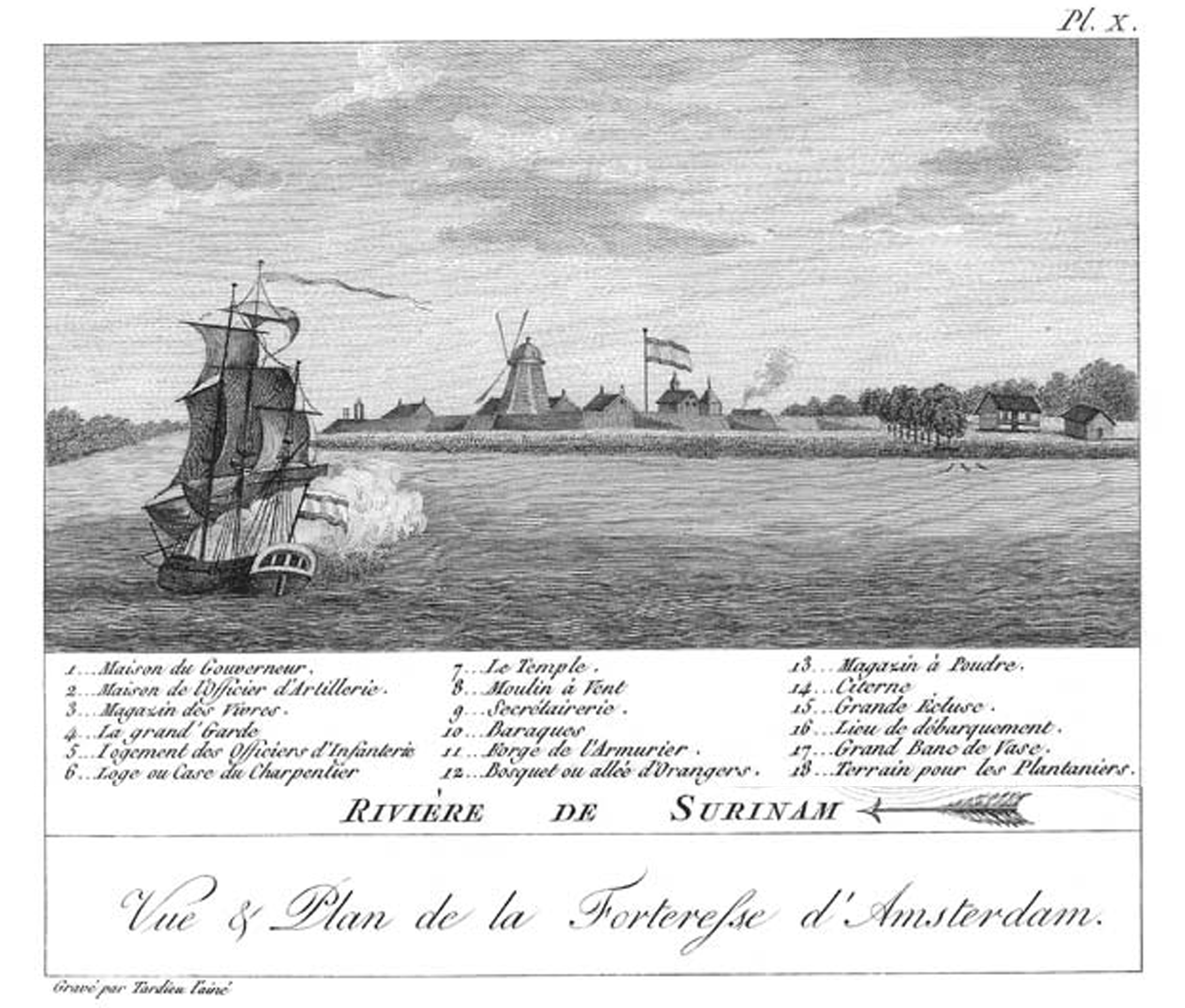
Le fort Nouvelle-Amsterdam à l'entrée du port de Paramaribo, en Guyane néerlandaise, au XVIIIe siècle.

Les attaques par la flotte Royale de Louis XIV de Cassard en 1712 contre les Antilles anglaises, puis la prise de Saint-Eustache et enfin l’attaque contre Paramaribo en février 1713, jouèrent un rôle important pour inciter les Hollandais à reprendre les négociations à Utrecht en vue de la signature du traité.
Différents changements d'autorité suivent alors entre Néerlandais et Britanniques, mais la ville reste finalement sous autorité néerlandaise de 1815 jusqu'à son indépendance en 1975.
En janvier 1821, un violent incendie ravage la ville détruisant 400 maisons et autres bâtiments. Un second incendie a lieu en 1832, détruisant 46 maisons.

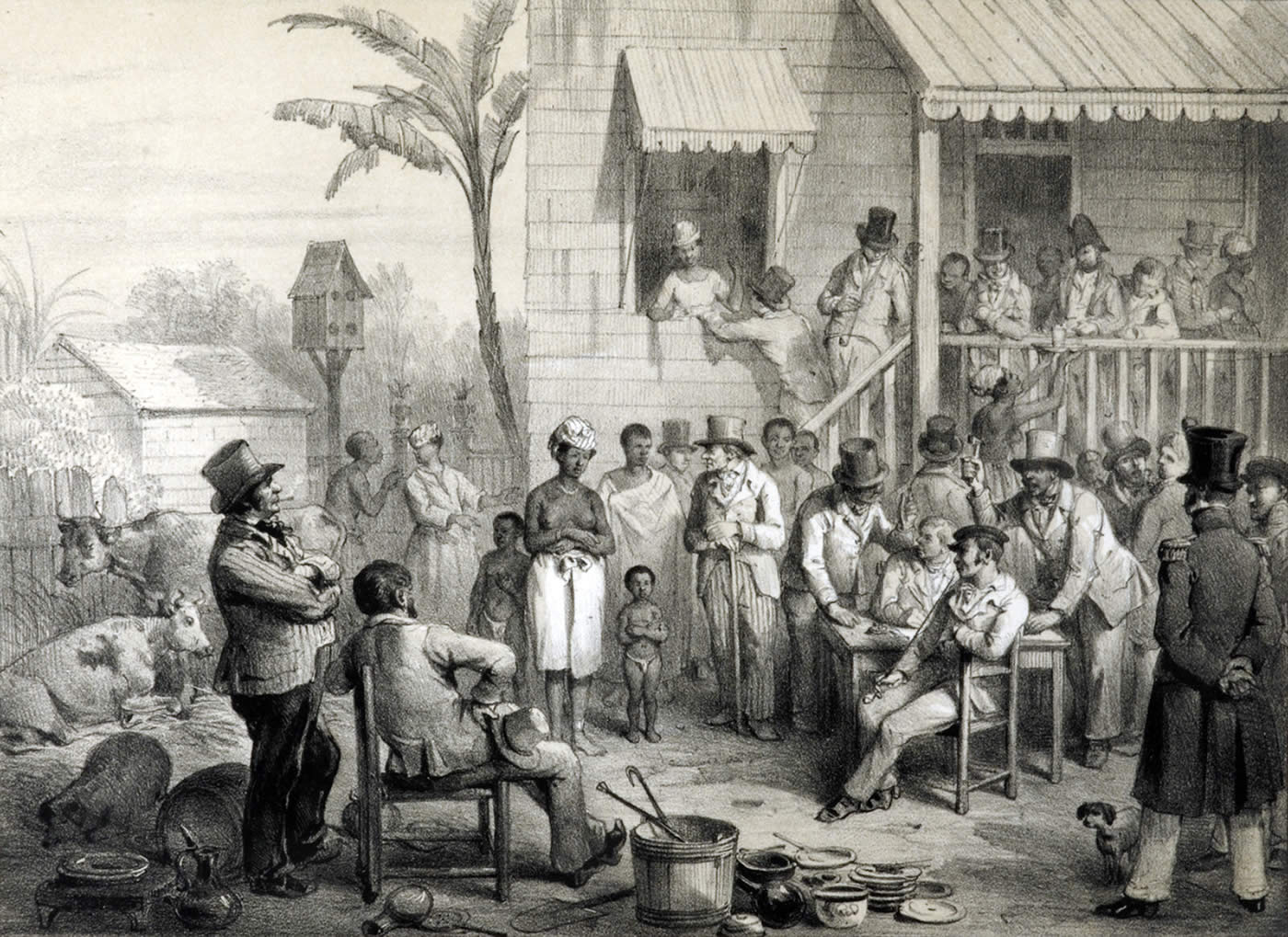
Vente d'esclaves dans la cour d’une demeure bourgeoise de Paramaribo en 1831.

## Économie
L'activité économique repose principalement sur l'exportation d'or, de bauxite, de cannes à sucre, de sucre, de riz, de cacao, de café, de rhum et de bois tropical et de bananes.

## Culture
Paramaribo est connu pour sa diversité ethnique et linguistique. La plupart des habitants sont des descendants d'Indiens, d'indigènes, d'Africains, d'Indonésiens (île de Java) et de Néerlandais. Les deux langues véhiculaires sont le néerlandais et l'anglais. On y parle également notamment le sranang tongo et le ndjuka (deux créoles anglais), des dialectes indonésiens (dont le javanais, et l'indonésien) ainsi que le papiamento, créole des Antilles néerlandaises, mais moins présent au Suriname.

## Architecture
Le centre-ville historique a été inscrit au Patrimoine mondial de l'UNESCO en 2002, en raison de « la fusion progressive de l’architecture et des techniques de construction européennes avec les matériaux et les artisanats indigènes sud-américains, qui a fini par donner naissance à un nouveau langage architectural ». La plupart des maisons du centre sont en bois (d'où les incendies successifs qui ont marqué l'histoire de la ville), avec parfois des briques rouges, arrivées en tant que lest des navires hollandais venus chercher les produits de la colonie.
Bâtiments remarquables :
- La cathédrale Saints-Pierre-et-Paul : l'un des plus hauts édifices en bois d'Amérique du Sud, siège du Diocèse de Paramaribo ;
- La grande mosquée de Paramaribo ;
- Le fort Zeelandia ;
- Le palais présidentiel ;
- le temple Arya Dewaker (en) ;
- l'église à plan centré, Centrumkerk.

## Transports
Paramaribo est desservie par deux aéroports : l'aéroport international Johan Adolf Pengel et l'aéroport Zorg en Hoop.

## Jumelage
- Anvers (Belgique)
- Hangzhou (Chine)

## Sport
De nombreux sportifs issus de cette ville d'une ancienne colonie hollandaise ont défendu plus tard les couleurs des Pays-Bas, notamment en football avec Clarence Seedorf, Edgar Davids, Aron Winter, Jimmy Floyd Hasselbaink ou Henk Fraser, ou le célèbre kick boxer Remy Bonjasky.

## Personnalités célèbres
- François Levaillant (1753-1824), ornithologue ;
- Henry Lucien de Vries (1909-1987), homme d'affaires et homme politique ;
- Henri Frans de Ziel (1916-1976), écrivain ;
- Erwin de Vries (1929-2018), peintre et sculpteur ;
- Ronald Venetiaan (1936-), homme politique et président du Suriname ;
- Lilian Gonçalves- Ho Kang You ( 1946-), avocate surinamaise ;
- Astrid Roemer (1947-), femme de lettres ;
- Jennifer Geerlings-Simons (1953-), femme politique surinamienne ;
- Henk Fraser (1966-), footballeur ;
- Aron Winter (1967-), footballeur ;
- Sylvana Simons (1971- ), danseuse, présentatrice de radio et télévision et femme politique néerlandaise
- Jimmy Floyd Hasselbaink (1972-), footballeur ;
- Romana Vrede (1972-), actrice néerlandaise ;
- Haïdy Aron (1973-), athlète ;
- Edgar Davids (1973-), footballeur ;
- Remy Bonjasky (1976-), kickboxeur ;
- Clarence Seedorf (1976-), footballeur ;
- Chuckie (1978-), DJ et producteur de musique house.
- Keizer (1987-), rappeur néerlandais.
- Jairzinho Rozenstruik (1988-), pratiquant d'arts martiaux mixtes.